# Barbara Corcoran
Barbara Ann Corcoran (Edgewater, 10 marzo 1949) è un'imprenditrice, editorialista e personaggio televisivo statunitense che ha fondato The Corcoran Group, un'agenzia di intermediazione immobiliare a New York City, venduta nel 2001 a NRT per 66 milioni di dollari e poco dopo è uscita dalla società. Nota soprattutto per essere una delle investitrici del programma televisivo Shark Tank, in onda sulla ABC, Corcoran è apparsa in tutte le 15 stagioni del programma.  Nel gennaio 2023, ha concluso 130 accordi per lo show, il più grande dei quali è un investimento di 350.000 dollari per il 40% di Coverplay..
Corcoran è editorialista per More, The Daily Review e Redbook, scrive una rubrica settimanale sul New York Daily News e ha scritto diversi libri. È apparsa al Larry King Live e al Today show della NBC e conduce The Millionaire Broker con Barbara Corcoran su CNBC.

## Biografia
Barbara Ann Corcoran è nata a Edgewater, nel New Jersey, in una famiglia numerosa (seconda di 10 figli) della classe operaia e di origini Irlandesi. Sua madre, Florence, era una casalinga. Suo padre, Edwin W. Corcoran Jr., è passato da un lavoro all'altro per tutta l'infanzia di Barbara. A volte, la sua famiglia faceva affidamento sulle consegne di cibo gratuito da un simpatico droghiere locale. Corcoran ricorda suo padre come un uomo che a volte beveva troppo e trattava sua madre con mancanza di rispetto e condiscendenza, in particolare quando beveva.
Corcoran ha lottato durante la scuola dove è stata etichettata come la "bambina stupida" dai suoi insegnanti e compagni di classe. In seguito ha appreso di avere la dislessia e ha dichiarato che il bullismo "l'ha spinta a lavorare di più e ad apprendere le competenze di cui aveva bisogno per avere successo". Ha frequentato una scuola elementare cattolica locale e ha iniziato il liceo alla St. Cecilia High School di Englewood. Dopo aver fallito diversi corsi durante il suo primo anno, Corcoran si è trasferita alla Leonia High School, dove si è diplomata come studentessa D.
Corcoran si è laureata in educazione al St. Thomas Aquinas College nel 1971, ottenendo risultati migliori di quanto non avesse fatto nella sua precedente scuola.

## Carriera

### Attività immobiliare
Dopo essersi laureata, ha insegnato a scuola per un anno, ma presto ha cambiato lavoro. All'età di 23 anni aveva svolto un totale di 20 lavori, incluso uno in cui affittava appartamenti a New York City. Mentre faceva la cameriera, il suo ragazzo la convinse a lavorare per una società immobiliare. Lei voleva essere il capo di se stessa e nel 1973, mentre lavorava come receptionist per la società immobiliare dei fratelli Giffuni a New York, fondò The Corcoran-Simonè con il suo fidanzato, che le prestò 1.000 dollari. Si separò dal suo ragazzo sette anni dopo quando lui le disse che avrebbe sposato la sua segretaria e nel 1973 formò la sua società, The Corcoran Group. A metà degli anni '70, iniziò anche a pubblicare The Corcoran Report, una newsletter che copriva le tendenze dei dati immobiliari a New York City.
Nel 2001, Corcoran ha venduto la sua attività a NRT per 66 milioni di dollari.

## Carriera televisiva
Barbara Corcoran è diventata un volto noto al pubblico americano grazie alla sua partecipazione al programma Shark Tank, dove investe in startup e imprese emergenti.

## Vita privata
È sposata con Bill Higgins, ex agente dell'FBI e marine decorato, e ha due figli.